# Radziłów-Kolonia
Radziłów-Kolonia [raˈd͡ʑiwuf kɔˈlɔɲa] est un village polonais de la gmina de Radziłów dans le powiat de Grajewo et dans la voïvodie de Podlachie.
De 1975 à 1998, le village de Niesołecka (ancien nom) appartenait administrativement à la voïvodie de Łomża.
Par la route Radziłów-Kolonia est à 6 kilomètres 200 mètres de Radziłów